# PGC 9820
LEDA/PGC 9820 ist eine spiralförmige Radiogalaxie im Sternbild Dreieck am Nordsternhimmel. Sie ist schätzungsweise 351 Millionen Lichtjahre von der Milchstraße entfernt und hat einen Durchmesser von etwa 90.000 Lichtjahren. Vom Sonnensystem aus entfernt sich das Objekt mit einer errechneten Radialgeschwindigkeit von näherungsweise 7.700 Kilometern pro Sekunde.
Im selben Himmelsareal befinden sich unter anderem die Galaxien NGC 968, PGC 9882, PGC 2050624, PGC 2050768.